# Communauté de communes de la Vallée Longue et du Calbertois en Cévennes
La communauté de communes de la Vallée Longue et du Calbertois en Cévennes est une ancienne communauté de communes française, située dans le département de la Lozère et la région Occitanie.

## Historique
Elle est créée le 1er janvier 2003.
Le schéma départemental de coopération intercommunale, examiné et amendé le 12 février 2016 par la CDCI, arrêté par le préfet de la Lozère le 29 mars 2016, prévoit la fusion de la communauté de communes de la Vallée Longue et du Calbertois en Cévennes avec les communautés de communes de la Cévenne des Hauts Gardons et des Cévennes au Mont Lozère à partir du 1er janvier 2017.

## Territoire communautaire

### Composition
Elle était composée des communes suivantes :
| Nom                       | Code Insee | Gentilé          | Superficie (km2) | Population (dernière pop. légale) | Densité (hab./km2) |
| ------------------------- | ---------- | ---------------- | ---------------- | --------------------------------- | ------------------ |
| Le Collet-de-Dèze (siège) | 48051      | Collétains       | 26,47            | 756 (2014)                        | 29                 |
| Saint-André-de-Lancize    | 48136      | Andrélancizois   | 22,78            | 128 (2014)                        | 5,6                |
| Saint-Germain-de-Calberte | 48155      | Saint-Germainois | 38,60            | 440 (2014)                        | 11                 |
| Saint-Hilaire-de-Lavit    | 48158      | Saint-Hilairains | 10,31            | 116 (2014)                        | 11                 |
| Saint-Julien-des-Points   | 48163      | Pontels          | 3,83             | 112 (2014)                        | 29                 |
| Saint-Martin-de-Boubaux   | 48170      | Boubaussois      | 31,41            | 179 (2014)                        | 5,7                |
| Saint-Michel-de-Dèze      | 48173      | Saint-Micheliens | 14,19            | 241 (2014)                        | 17                 |
| Saint-Privat-de-Vallongue | 48178      | Privatiers       | 23,87            | 247 (2014)                        | 10                 |

### Démographie
| 2007  | 2011  | 2012  | 2013  |
| ----- | ----- | ----- | ----- |
| 2 121 | 2 125 | 2 168 | 2 195 |

## Administration

### Présidence
| Période                                  | Période | Identité      | Étiquette | Qualité                                      |
| ---------------------------------------- | ------- | ------------- | --------- | -------------------------------------------- |
| 2003                                     | 2008    | Robert Aigoin | PCF       | maire de Saint-Julien-des-Points (2001→2008) |
| 2008                                     | 2016    | Alain Louche  | PCF       | maire de Saint-Martin-de-Boubaux (2001→ )    |
| Les données manquantes sont à compléter. |         |               |           |                                              |